# Van Buren (Arkansas)
Van Buren é uma cidade localizada no estado americano de Arkansas, no Condado de Crawford.

## Demografia
Segundo o censo americano de 2000, a sua população era de 18.986 habitantes.
Em 2006, foi estimada uma população de 21.818, um aumento de 2832 (14.9%).

## Geografia
De acordo com o United States Census Bureau, a localidade tem uma área de 41,1 km², dos quais 39,0 km² cobertos por terra e 2,1 km² cobertos por água. Van Buren localiza-se a aproximadamente 143 m acima do nível do mar.

## Localidades na vizinhança
O diagrama seguinte representa as localidades num raio de 16 km ao redor de Van Buren.